# Fernandão
Fernando Lúcio da Costa bedre kendt som Fernandão (18. marts 1978 – 7. juni 2014) var en brasiliansk fodboldspiller (angriber) og senere træner.
Han spillede på klubplan for blandt andet Internacional og São Paulo i hjemlandet, ligesom han havde ophold i franske Olympique Marseille og Toulouse FC. Med Internacional var han blandt andet med til at vinde Copa Libertadores og VM for klubhold i 2006.
Fernandão spillede én landskamp for Brasilien, en venskabskamp i 2005 mod Guatemala, som brasilianerne vandt 3-0.
Fernandão var efter at have afsluttet sin aktive karriere i en kort periode træner for sin gamle klub Internacional. Han blev ansat 20. juli 2012, men blev afskediget 20. november samme år.

## Død
Fernandão døde 7. juni 2014 i en helikopterulykke i den brasilianske by Aruanã. Han blev 36 år gammel. De fire øvrige passagerer ombord på helikopteren omkom også.